# 瀬山賢治
瀬山 賢治（せやま けんじ）は、日本の文部科学技官。文部科学省大臣官房審議官や、文部科学省国際統括官、日本ユネスコ国内委員会事務総長、東アジア共同体評議会参与、宇宙航空研究開発機構理事等を歴任した。

## 人物・経歴
1975年東北大学大学院工学研究科原子核工学専攻修士課程修了、科学技術庁入庁。科学技術庁宇宙産業課長、科学技術庁研究開発局企画課長等を経て、2000年科学技術庁長官官房秘書課長。2001年文部科学省大臣官房参事官。同年文部科学省大臣官房審議官 (科学技術・学術政策局担当）。2003年文部科学省大臣官房審議官（大臣官房担当）。2004年日本原子力研究所理事。2005年日本原子力研究開発機構執行役経営企画部長、文部科学省JMTR利用検討委員会委員。2006年からは文部科学省国際統括官兼日本ユネスコ国内委員会事務総長として、国際理解教育推進支援などにあたった。2007年東アジア共同体評議会参与。同年宇宙航空研究開発機構理事。日本海洋科学振興財団評議員なども務めた。2021年瑞宝中綬章受章。